# Cabine Leslie
Pour les articles homonymes, voir Leslie.

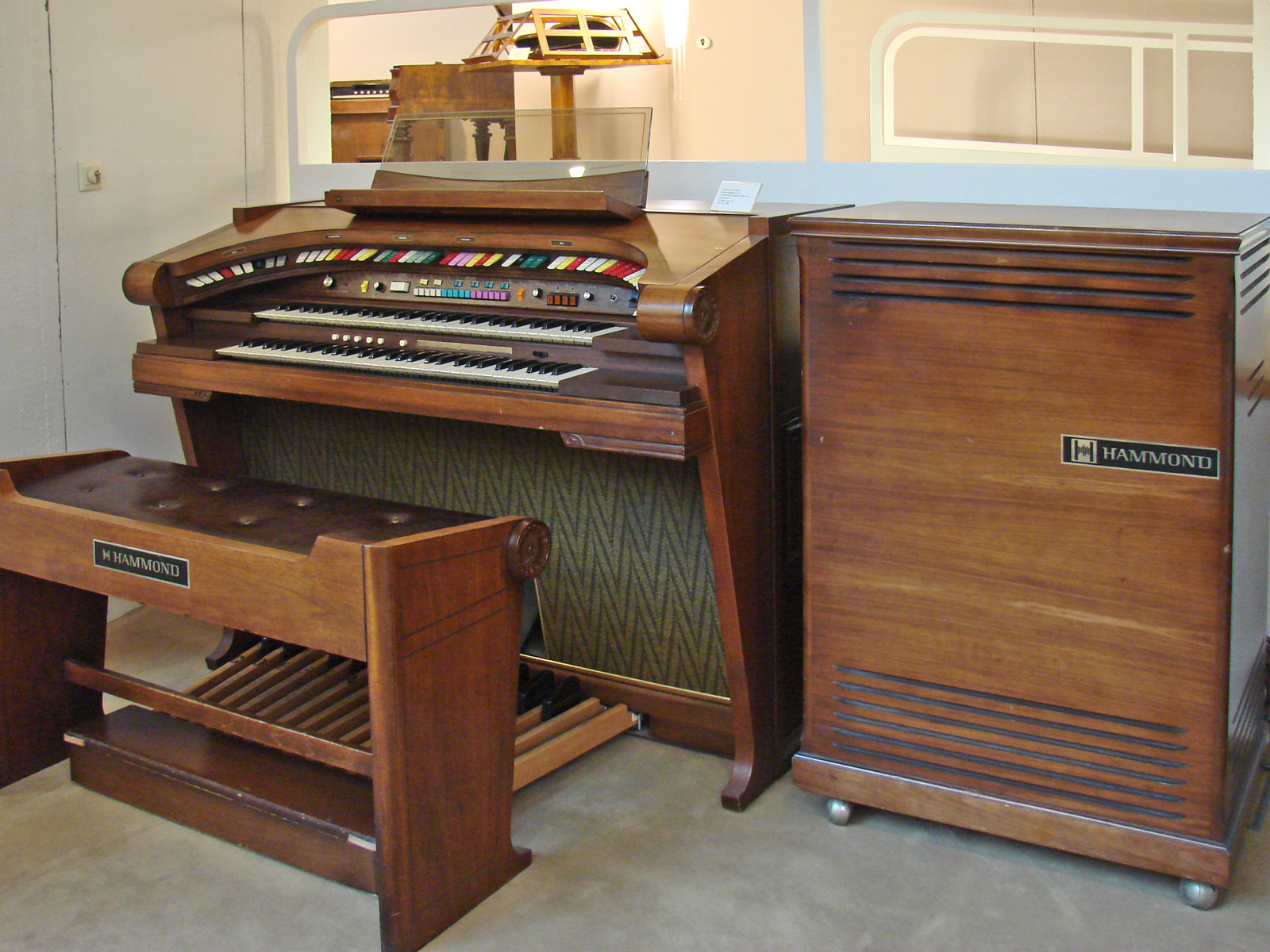
Orgue Hammond avec sa cabine Leslie à droite.

La cabine Leslie est une enceinte acoustique amplifiée très particulière qui porte le nom de son inventeur, Donald Leslie. Il s'agit d'une caisse en bois d'environ 60 kg et 1 mètre de hauteur pour le modèle 122. Elle contient deux diffuseurs :  l'un d'eux est un haut-parleur à chambre de compression, aussi appelé "trompette de compression" destiné aux fréquences aigües qui utilise le principe du haut-parleur à pavillon, et l'autre un haut parleur de graves. En réalité, une seconde trompette à l'opposé de la première est fictive et sert à équilibrer la rotation.
L'amplificateur interne à lampes  alimente chacun des deux diffuseurs, la répartition entre les deux étant assurée par un filtrage. Ce qui fait l'originalité de la cabine Leslie, c'est le fait que deux mouvements de rotation sont produits par deux moteurs : l'un pour le haut-parleur d'aigus, et l'autre pour un tambour qui brasse l'air de la section des graves, le haut-parleur correspondant étant lui-même fixe. 
Grâce au principe de la cabine Leslie, un double effet se produit par la variation alternative de distance du haut-parleur d'aigus, en fonction des vitesses de rotation : à vitesse rapide un vibrato par effet Doppler et un effet de trémolo auquel contribue la rotation du tambour des graves, alors qu'à vitesse lente le vibrato disparaît au profit d'un effet d'une variation lente du timbre.
Conçu à l'origine pour agrémenter le son produit par l'orgue Hammond, l'effet de la cabine Leslie a aussi été utilisé avec diverses sources.
Les cabines Leslie Heritage — et les orgues Hammond — sont actuellement produits par Suzuki Musical Instrument Corporation (en). 

## Histoire
En 1937, Donald Leslie achète un orgue Hammond. Il cherche à recréer le son ample des orgues à tuyaux présents dans les églises. Déçu par la mauvaise qualité de l'effet de trémolo intégré à son instrument (ceux-ci ne bénéficiaient pas du vibrato qui ne fait son apparition qu'après la Seconde Guerre mondiale), Don Leslie expérimente avec des haut-parleurs rotatifs.
Il finit par créer une cabine amplifiée équipée d'effets rotatifs pour les aigus et les basses commandée par un boîtier installé sur l'orgue. Leslie crée l'entreprise Electro Music Company et vend sa première cabine à Noël 1940.
L'idée déplut à Laurens Hammond qui chercha à freiner l'expansion de cette modification sonore en créant des amplificateurs sans alimentation de commande. Don Leslie créa une embase à la lampe d'alimentation (6X4) munie d'un fil de sortie pour alimenter les moteurs. Laurens capitula et la cabine Leslie connut un essor fulgurant surtout avec l'arrivée des 122 et 147. L'idée aussi des effets rotatifs permettait l'imitation des sons dits "planants" des orgues classiques à tuyaux, ce qui favorisa l'acquisition des orgues électroniques dans des lieux de cultes peu nantis. Les églises fréquentées par des noirs en firent une consommation de masse et détermina une orientation gospel et blues du tandem b3/122 ou encore Hammond/Leslie.

## Principe

Principe de fonctionnement de la cabine Leslie.

Les modèles les plus courants sont constitués d'une amplification à lampes de 40 W et de deux haut-parleurs. Le son est filtré de façon à envoyer les graves dans le haut-parleur des basses et les aigus dans le haut-parleur des aigus. Le haut-parleur des basses (6) est dirigé vers le bas à travers un tambour rotatif (7-8) et le haut-parleur d'aigus est dirigé vers le haut de la cabine à travers une double trompette rotative (1). (Voir le schéma de fonctionnement) 
Il y a deux vitesses de rotation. Le tambour tourne moins vite que les 2 trompettes et a un temps d'accélération et de décélération supérieur à celui de la trompette.
La rotation fait varier :

Spectrogramme d'une simulation logicielle de cabine Leslie à vitesse lente appliqué sur du bruit blanc.

- l'amplitude du son (car le son s'approche et s'éloigne) ;
- le panoramique (le son se déplace de gauche à droite) ;
- la fréquence et la phase (effet Doppler).

## Utilisation
La cabine Leslie est surtout utilisée avec des instruments électroniques ou électromécaniques, en particulier l'orgue Hammond comme sur A Whiter Shade of Pale de Procol Harum, ou Gimme Some Lovin' de The Spencer Davis Group. Au Québec, Gerry Boulet, claviériste du groupe Offenbach, en a fait sa marque de commerce en jouant de la B-3.
Tori Amos l'a utilisé pour modifier le son de son piano Bösendorfer dans certains passages du titre Horses, sur l'album Boys for Pele. Le groupe Pink Floyd l'a employée sur un piano sur les mouvements Funky Dung et Mind your throat please de la suite instrumentale Atom Heart Mother, ainsi que sur le début de Echoes et sur One of These Days (chanson de Pink Floyd).
Elle est parfois utilisée avec une guitare comme dans Le Sud de Nino Ferrer, Little Wing de Jimi Hendrix ou Cold Shot de Stevie Ray Vaughan, ou sur une voix comme sur Planet Caravan de Black Sabbath ou Tomorrow Never Knows des Beatles.

## Exemples
Les deux exemples suivants ont été enregistrés avec un Hammond XB1 (orgue portable complètement numérique).
Le premier exemple montre, sur un simple accord, comment réagissent les deux haut-parleurs en fonction de la vitesse. La Leslie tourne d'abord lentement, puis la vitesse rapide est enclenchée : on remarque alors que le haut-parleur aigu atteint plus rapidement la vitesse voulue, le haut-parleur grave le rattrape progressivement. Ensuite la vitesse lente est ré-enclenchée et on observe le même effet : le haut-parleur grave a plus d'inertie. 
Le deuxième exemple présente une même séquence d'accords, mais l'effet Leslie est enclenché de façon différente. 

## Pédales d'effet
L'effet Leslie a été reproduit par des pédales d'effet. En cherchant à reproduire ce son, l'UniVibe a été inventée. Aujourd'hui, certains logiciels proposent une émulation de cabine Leslie.